# Miguel Induráin
Miguel Indurain Larraya, španski kolesar, * 16. julij 1964, Villava, Španija.
Indurain je najbolj znan kot petkratni zmagovalec dirke Tour de France.
Kot amater je bil Indurain leta 1983 španski zmagovalec in je tekmoval za Španijo na olimpijskih igrah leta 1984 v Los Angelesu. Leta 1985 je postal profesionalec in se prvič udeležil dirke Tour de France. Tisto in naslednje leto mu naporne dirke ni uspelo zmagati, toda od leta 1987 dalje je postajal vse boljši. Od leta 1991 do leta 1995 je tako petkrat zapovrstjo zmagal na Tour de France. V dirki leta 1992 je postavil rekordno povprečno hitrost 39,504 km/h.

## Fizične predispozicije
Na vrhuncu kariere je bil Indurain telesno superioren nad, ne le povprečnimi ljudmi, temveč tudi nad svojim kolesarskimi kolegi, saj je bil njegov krvni obtok sposoben v eni minuti prečrpati neverjetnih 7 litrov kisika. Normalen človek je sposoben v minuti telo preskrbeti s 3 do 4 litri kisika, profesionalni kolesarji pa s 5 do 6 litri. Njegova pljučna kapaciteta je znašala 8 litrov (povprečna kapaciteta se nahaja okoli petih litrov), njegov srčni utrip v mirovanju pa je bil 29 utripov na minuto (Lance Armstrong je za primerjavo dosegel »zgolj« 34 utripov na minuto), kar je Špancu omogočilo prevlado v gorskih dirkah in etapah. Zaradi njegovih telesnih karakteristik so mu podali vzdevek Big Mig, saj je v višino meril 188 centimetrov in tehtal 80 kilogramov.